# Шмайдерит
Шмайдерит — вторинний мінерал в окисленій зоні селеновмісних гідротермальних родовищ неблагородних металів. Його хімічна формула: Pb2Cu2(Se4+O3)(Se6+O4)(OH)4.
Вперше його було описано в 1962 році у копальні Кондор, район Лос-Ллантенес, Сьєрра-де-Качеута, провінція Ла-Ріоха, Аргентина (типова місцевість). Названо на честь Оскара Шмідера (1891—1980), німецького географа.